# Ка-31
Камов Ка-31 (кодова назва НАТО Helix) — військовий гелікоптер, розроблений для ВМС СРСР і виготовляється Росією. Знаходиться на озброєнні ВМС Росії, Китаю та Індії і виконує функцію повітряного раннього попередження та контролю.
Як і всі вертольоти бюро Камова (окрім Ка-60/-62), Ка-31 має коаксіально встановлені несучі гвинти, що обертаються у протилежних напрямках. Планер Ка-31 побудований на базі Ка-27. Однією з візуально відмінних особливостей Ка-31 є велика антена радара раннього попередження, яка або обертається, або складається під фюзеляжем. Друга — порівняно зменшений електрооптичний сенсорний набір під кабіною. Шасі прибирається, щоб не перешкоджати роботі радара.

## Розробка
У 1985 році ВМФ СРСР звернувся до конструкторського бюро Камова з проханням розпочати розробку гелікоптера раннього попередження. Палубний літак раннього попередження Як-44 уже розроблявся, але його не можна було використовувати на всіх типах кораблів. Створений на базі Ка-27 новий вертоліт, спочатку відомий як Ка-252РЛД, передусім призначався для служби на авіаносцях проєкту 1143 і 1143.5, а також на інших кораблях з вертолітною палубою. Було побудовано два прототипи на базі серійних планерів Ка-29. У підсумку вертоліт отримав позначення Ка-31.

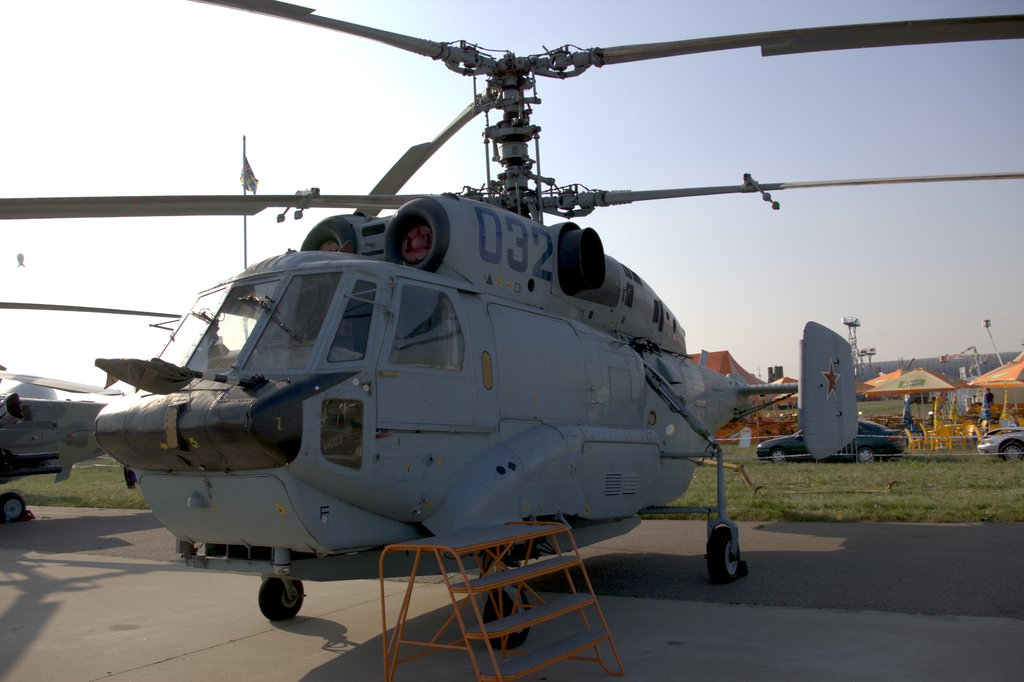
Ка-31 на МАКС 2007

Нижньоновгородський радіотехнічний інститут працював над проектом радара для використання на Ан-71 і така ж конструкція була застосована зі змінами для планера гвинтокрила. Розробка радара потребувала часу і тільки в 1987 році відбувся перший політ. Серійна версія Ка-31 сильно відрізнялася від Ка-29, з якого він був створений.
Ка-31 оснащений радіолокатором Е-801 Око L-діапазону, здатним одночасно виявляти і супроводжувати до 40 цілей на висоті від 5 до 3500 метрів. Дальність виявлення 110 км для цілі розміром з винищувач і 200 км для цілей розміром з корабель. Антена шириною шість метрів і висотою один метр обертається шість разів на хвилину. Радар може працювати в режимах «повітря-повітря», «повітря-море» і «змішаному» (обидва одночасно). Стійка шасі забирається, щоб не створювати перешкод для роботи радара. Коли антена радара не використовується, втягується під фюзеляж. Через відносно невеликі розміри Ка-31 не має можливості обробляти інформацію, зібрану його радаром. Натомість він передає інформацію для обробки найближчим кораблям.

## Історія використання
Державні випробування Ка-31 почалися в 1988 році, корабельні випробування проходили в 1990—1991 роках на авіаносці «Адмірал Кузнєцов». Однак розпад Радянського Союзу і припинення реалізованих на той час проектів авіаносців означали кінець проекту Ка-31: замовлення на вісім гелікоптерів було скасовано. Проте випробування були продовжені, і Ка-31 був офіційно прийнятий на озброєння ВМФ Росії в 1995 році. Обидва прототипи Ка-31 потім були розгорнуті на борту «Адмірала Кузнєцова» під час кожного його рейсу.
ВМС Індії замовили чотири Ка-31 у 1999 році та ще п'ять у 2001 році Перша партія з чотирьох надійшла на озброєння ВМС Індії в квітні 2003 року. Друга партія була поставлена в 2005 році П'ять додаткових Ка-31 були замовлені в 2009 році, і вони були поставлені між 2011 і 2012 роками. Станом на 2019 рік Індія розглядала ще одне замовлення на 10 Ка-31 разом із модернізацією 10 з 14 вертольотів, які вже знаходяться на озброєнні. У травні 2022 року уряд Індії на невизначений термін призупинив переговори з «Рособоронекспортом» через побоювання щодо здатності Москви виконувати замовлення та проблеми, пов'язані з переказом платежів.
ВМС Індії виявили головний недолік вертольота — його обмежену витривалість/дальність польоту, головний елемент роботи оперативної/бойової групи. У відповідь компанії Hindustan Aeronautics Limited було доручено провести експеримент і, можливо, адаптувати систему дозаправки між вертольотами. Крім того, в індійській службі літак отримав систему Abris GPS з 12-канальним приймачем і можливістю використання диференціальних GPS-орієнтирів.
У 2008 році Китай замовив дев'ять Ка-31 для оснащення своїх авіаносців. Вертольоти були поставлені між 2010 і 2011 роками. тих пір повідомлялося, що китайські Ка-31 базуються на військово-морських базах в східному Китаї.
У 2008 році Росія замовила два Ка-31Р і ще один як опцію, щоб оснастити кораблі Mistral. Хоча вертольоти були поставлені в 2012 році, після того як Росія у 2014 анексувала Крим і почала війну проти України, Франція відмовилася поставляти кораблі.
Росія також розробила наземний варіант Ка-31Р, Ка-35. Цей варіант оптимізований для виявлення та супроводу наземних цілей. Перший прототип здійснив політ у 2004 році, а другий був побудований у 2006 році. Ка-35 був офіційно прийнятий на озброєння в 2015 році, а в Сирії його використовували в 2016 році. Жодного замовлення на цю версію ще не було підписано.

## Варіанти
Ка-31
Оригінальний варіант, проданий в Індію та Китай.
Ка-31РВаріант, який зараз використовується ВМФ Росії.
Ка-35
Наземний варіант Ка-31Р. Оригінальний радар E-801 замінений на 15С100.10, оптимізований для виявлення та супроводу наземних цілей. Модернізована кабіна, нові навігаційні та комунікаційні системи та канал передачі даних. Оснащений системою самозахисту «Вітебськ».

## Оператори

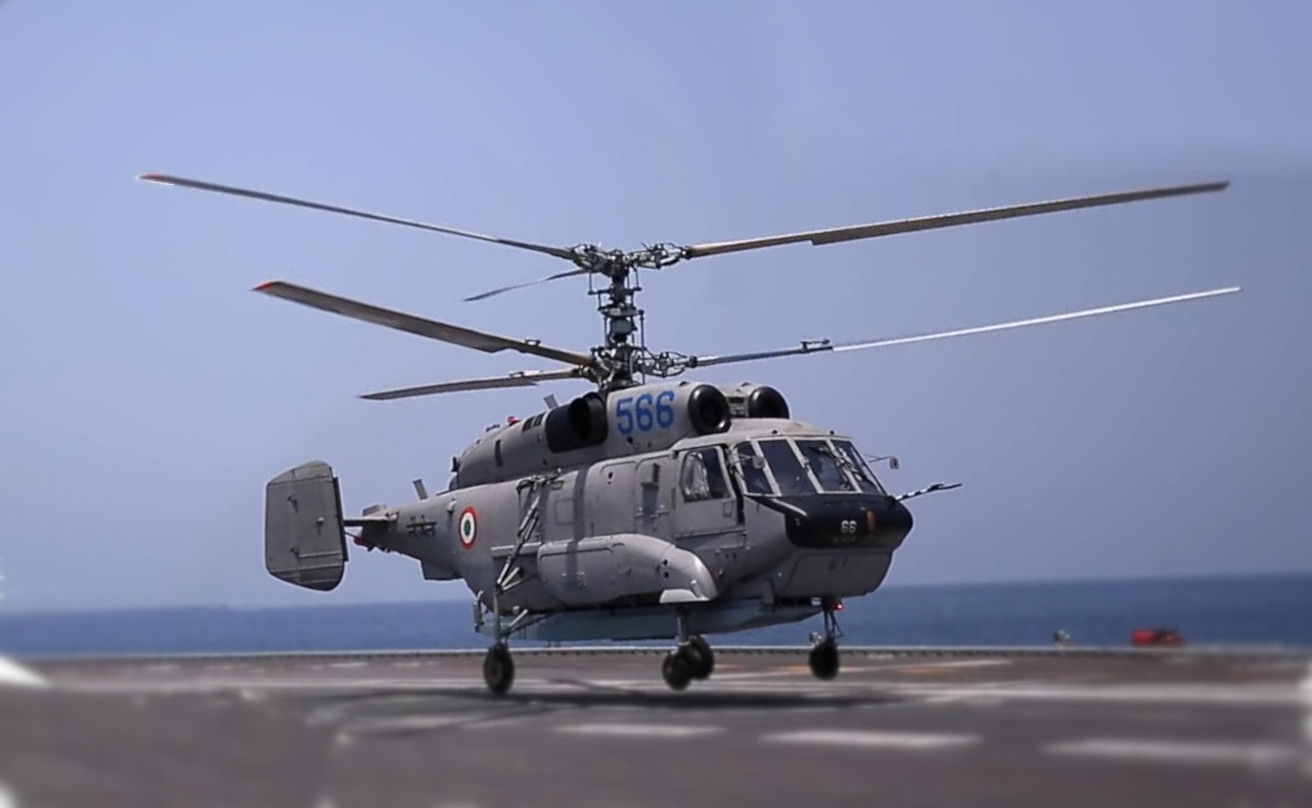
Ка-31 ВМС Індії на борту INS Vikramaditya

КНР
- Морська авіація — 9 Ка-31.[1]

 Індія
- Морська авіація — 14 Ка-31.[1]

 Росія
- Морська авіація — два Ка-31Р.[1]
- Сухопутні війська — два прототипи Ка-35.[1]

## Технічні характеристики Ка-31
Загальні характеристики
- Екіпаж: 2
- Довжина: 12,5 м (41 фут 0 дюйм)
- Розмах: 15,9 м (52 фут 2 дюйм)
- Висота: 5,6 м (18 фут 4 дюйм)
- Повна вага: 12 500 кг (27 558 фунт)
- Силова установка: 2 × ТВ3-117 газотурбінні двигуни, 1 864 кВт (2 500 к. с.) each
- Площа несучого гвинта: 397,2 м2 (4 275 фут2)

Льотні характеристики
- Максимальна швидкість: 250 км/год (155 миля/год; 135 вуз)
- Крейсерська швидкість: 205 км/год (127 миля/год; 111 вуз)
- Бойовий радіус: 600 км (373 миля; 324 морська миля) повний бак зі складеною антеною радара